# Dominik Köpfer
Dominik Köpfer (Furtwangen, 29 april 1994) is een Duitse tennisspeler. Hij heeft anno 2023 nog geen ATP-toernooien in het enkelspel of dubbelspel op zijn naam staan.

## Palmares

### Palmares enkelspel
| Gewonnen challengers |              |             |        |                        |                  |
| 1.                   | 23 juni 2019 | Ilkley      | Gras   | Dennis Novak           | 3-6, 6-3, 7-6(5) |
| 2.                   | 1 april 2023 | Mexico-Stad | Gravel | Thiago Agustin Tirante | 2-6, 6-4, 6-2    |

### Palmares dubbelspel
| Nr.                          | Datum             | Toernooi  | Ondergrond | Partner       | Tegenstanders in finale                  | Score          |         |
| ---------------------------- | ----------------- | --------- | ---------- | ------------- | ---------------------------------------- | -------------- | ------- |
| Verloren finales herendubbel |                   |           |            |               |                                          |                |         |
| 1.                           | 5 augustus 2023   | Los Cabos | Hardcourt  | Andrew Harris | Santiago González Édouard Roger-Vasselin | 4–6, 5–7       | details |
| Gewonnen challengers         |                   |           |            |               |                                          |                |         |
| 1.                           | 24 september 2017 | Columbus  | Hardcourt  | Denis Kudla   | Luke Bambridge David O'Hare              | 7-6(6), 7-6(3) |         |

## Resultaten grote toernooien
| Legenda | Legenda                          |
| ------- | -------------------------------- |
| g.t.    | geen toernooi gehouden           |
| l.c.    | lagere categorie                 |
| –       | niet deelgenomen                 |
| G       | uitgeschakeld in de groepsfase   |
| 1R      | uitgeschakeld in de eerste ronde |
| 2R      | uitgeschakeld in de tweede ronde |
| 3R      | uitgeschakeld in de derde ronde  |
| 4R      | uitgeschakeld in de vierde ronde |
| KF      | uitgeschakeld in de kwartfinale  |
| HF      | uitgeschakeld in de halve finale |
| F       | de finale verloren               |
| W       | het toernooi gewonnen            |
| w-v     | winst/verlies-balans             |

### Enkelspel
| grandslamtoernooien  |      |      |      |      |      |   |
| Australian Open      | –    | 1R   | 2R   | 2R   | –    |   |
| Roland Garros        | –    | 2R   | 3R   | –    | –    |   |
| Wimbledon            | 2R   | g.t. | 3R   | 1R   | 1R   |   |
| US Open              | 4R   | 1R   | 2R   | –    | 1R   |   |
| ATP Masters 1000     |      |      |      |      |      |   |
| Indian Wells         | –    | g.t. | 1R   | 2R   | –    |   |
| Miami                | –    | g.t. | 1R   | 1R   | –    |   |
| Monte Carlo          | –    | g.t. | 1R   | –    | –    |   |
| Madrid               | –    | g.t. | 2R   | –    | –    |   |
| Rome                 | –    | KF   | –    | –    | –    |   |
| Montreal/Toronto     | –    | g.t. | –    | –    | –    |   |
| Cincinnati           | –    | –    | –    | –    | –    |   |
| Shanghai             | –    | g.t. | g.t. | g.t. | –    |   |
| Parijs               | –    | –    | 3R   | –    |      |   |
| Olympische Spelen    |      |      |      |      |      |   |
| Olympische Spelen    | g.t. | g.t. | 3R   | g.t. | g.t. |   |
| statistieken         |      |      |      |      |      |   |
| totaal aantal titels | 0    | 0    | 0    | 0    | 0    | 0 |
| eindejaarsranking    | 94   | 66   | 54   | 199  | 77   |   |

### Dubbelspel
| grandslamtoernooien  |      |      |     |   |
| Australian Open      | 2R   | 2R   | –   |   |
| Roland Garros        | 2R   | –    | –   |   |
| Wimbledon            | 2R   | –    | –   |   |
| US Open              | 3R   | –    | –   |   |
| ATP Masters 1000     |      |      |     |   |
| Indian Wells         | –    | –    | –   |   |
| Miami                | –    | –    | –   |   |
| Monte Carlo          | –    | –    | –   |   |
| Madrid               | –    | –    | –   |   |
| Rome                 | –    | –    | –   |   |
| Montreal/Toronto     | –    | –    | –   |   |
| Cincinnati           | –    | –    | –   |   |
| Shanghai             | g.t. | g.t. | –   |   |
| Parijs               | –    | –    | –   |   |
| statistieken         |      |      |     |   |
| totaal aantal titels | 0    | 0    | 0   | 0 |
| eindejaarsranking    | 104  | 475  | 387 |   |